# Холден, Аманда
Ама́нда Луи́з Хо́лден (англ. Amanda Louise Holden; 16 февраля 1971, Бишопс Уолфем, Хэмпшир, Англия) — британская актриса и телеведущая.

## Личная жизнь
В 1995—2003 года Аманда была замужем за актёром Лесом Деннисом (род.1953).
С 10 декабря 2008 года Аманда замужем во второй раз за музыкальным продюсером Крисом Хьюзом. У супругов есть две дочери — Алекса Луиз Флоренс Хьюз (род.20.01.2006) и Холли Роуз Хьюз (род.23.01.2012). В мае 2010 года, будучи на 4-м месяце беременности со вторым ребёнком пары, Холден перенесла выкидыш. 1 февраля 2011 года, на 2 месяца раньше положенного срока, у Холден начались преждевременные роды, в результате которых её сын, Тео Хьюз, был мертворождён. В январе 2012 года, после рождения своей дочери второй, Холли, Холден и новорожденная девочка несколько дней находились в критическом состоянии. Во время родов Холден перенесла обширное кровотечение (потеряла около 1,5 литров крови) и после родов перенесла остановку сердца на 40 секунд.

## Награды и номинации
- 2006 — номинация на премию «Golden Nymph» Телефестиваля в Монте-Карло в категории «Лучшая актриса драматического сериала».
- 2007 — номинация на премию «TV Quick Award» в категории «Лучшая актриса».

## Фильмография
| Год       |    | Русское название                       | Оригинальное название                               | Роль                        |
| --------- | -- | -------------------------------------- | --------------------------------------------------- | --------------------------- |
| 1993      | с  |                                        | In Suspicious Circumstances                         | Элис Медоуз                 |
| 1994      | с  |                                        | EastEnders                                          | Кармен                      |
| 1996      | ф  |                                        | Intimate Relations                                  | Памела                      |
| 1997      | с  |                                        | We Know Where You Live                              | разные роли                 |
| 1997      | с  |                                        | The Bill                                            | Джулия                      |
| 1997      | с  |                                        | Thief Takers                                        | Камилла Баркер              |
| 1998      | с  |                                        | Goodness Gracious Me                                | разные роли                 |
| 1998      | с  |                                        | Jonathan Creek                                      | Петра                       |
| 1998      | с  |                                        | Hale and Pace                                       | девушка №2                  |
| 1998—2001 | с  |                                        | Kiss Me Kate                                        | Мел                         |
| 1999      | ф  |                                        | Don't Go Breaking My Heart                          | медсестра                   |
| 1999      | с  | Шлёпни пони                            | Smack the Pony                                      | разные роли                 |
| 1999      | ф  |                                        | Virtual Sexuality                                   | помощник в обувном магазине |
| 1999      | ф  |                                        | The Nearly Complete and Utter History of Everything | подруга Джорди              |
| 1999—2001 | с  |                                        | The Grimleys                                        | Джеральдина Титли           |
| 2000      | тф |                                        | Happy Birthday Shakespeare                          | Элис                        |
| 2000—2001 | с  |                                        | Hearts and Bones                                    | Луиза Слейни                |
| 2001      | тф |                                        | The Hunt                                            | Сара Кэмпбелл               |
| 2001      | тф |                                        | Now You See Her                                     | Джессика                    |
| 2002      | с  |                                        | Celeb                                               | Дебс Блок                   |
| 2002—2004 | с  |                                        | Cutting It                                          | Миа Бивен                   |
| 2003      | ф  | Когда вы будете готовы, мистер МакГилл | Ready When You Are, Mr. McGill                      | Аманда Холден               |
| 2004      | с  |                                        | Mad About Alice                                     | Элис                        |
| 2004      | с  |                                        | French and Saunders                                 | Корделия Лир                |
| 2004      | с  | Мисс Марпл Агаты Кристи                | Agatha Christie's Marple                            | Люси Элсбарроу              |
| 2006—2008 | с  |                                        | Wild at Heart                                       | Сара Тревенион              |
| 2008      | с  |                                        | TV Burp                                             | Сара                        |
| 2009      | с  |                                        | Big Top                                             | Лиззи                       |
| 2017      | с  | Самая плохая ведьма                    | The Worst Witch                                     | мисс Пентангль              |